# Сянь Сінхай
Сянь Сінхай (23.06.1905, Аомінь, провінція Гуандун — 30.10.1945, Москва) — китайський композитор.

## Життєпис
Член КПК з 1938 року. У 1927--29 роках він навчався в Шанхайській консерваторії, а з 1930 по 1935 рік удосконалював свою майстерність у Парижській консерваторії. З 1938 року він викладав в Ам ім. Лу Сіня в місті Яньань, а з 1940 по 1945 рік — жив у Москві. Сянь Сінхай є автором ліричних, масових і революційних пісень, а також кантат, «Симфонії національно-визвольної війни», «Симфонії священної війни», «Китайської рапсодії» та музики до кінофільмів.